# Acácio Tomás de Aquino
Acácio Tomás de Aquino (Lisboa, Alcântara, 9 de Novembro de 1899 — Lisboa, 30 de Novembro de 1998) foi um militante destacado da corrente anarco-sindicalista da Confederação Geral do Trabalho, na qual colaborou no mais importante jornal sindicalista da época, A Batalha.

## Biografia
Nasceu em Lisboa, no bairro de Alcântara, a 9 de novembro de 1899 e aí morreu a 30 de novembro de 1998. Nascido de família operária, iniciou a sua vida profissional como operário da construção civil, tendo desde o início da década de 1920 militado nos movimentos ligados ao anarco-sindicalismo, contestando as políticas dos diversos regimes implantados em Portugal. Entre 1918 e 1922 foi trabalhador operário da Câmara Municipal de Lisboa, empregando-se depois como ferroviário, profissão que teve de 1926 até à sua prisão em 1933.
Militante anarco-sindicalista, foi membro das Juventudes Sindicalistas e dirigente da Confederação Geral do Trabalho. Foi associado do Sindicato dos Metalúrgicos [1916], dos Trabalhares do Município [1918] e da Construção Civil [1919-1933]. Ao longo do seu percurso sindical foi secretário da Federação dos Sindicatos da Construção Civil e da Confederação Geral do Trabalho. A partir do golpe de 28 de Maio de 1926, passou à semi-clandestinidade.
Foi colaborador da imprensa operária e sindical, nos jornais A Batalha e O Construtor. Membro do comité de acção da CGT (que também integrava Custódio da Costa e Serafim Rodrigues), foi um dos organizadores do movimento de contestação que daria origem à greve geral de 18 de Janeiro de 1934, centrada na Marinha Grande, em protesto contra o estabelecimento da organização corporativa sindical, operada pelo Decreto-Lei n.º 23050, de 23 de setembro de 1933, que, na prática, colocava os sindicatos na dependêncoa do governo. Contudo, foi preso a 11 de dezembro de 1933, não tendo, portanto, tomado parte directa nos eventos.
A prisão resultou da acusação de ter tentadao fornecer bombas e explosivos a outros militantes insurreccionais na Estação do Rossio. No dia 9 de março de 1934 foi condenado a 12 anos de degredo em prisão, por um Tribunal Militar Especial sob as regras securitárias do Estado Novo.
A 8 de setembro daquele ano de 1934 seguiu para Angra do Heroísmo, onde ficou preso no Depósito de Presos de Angra, instalado na Fortaleza de São João Baptista de Angra, sendo transferido para o Campo do Tarrafal, em Cabo Verde, a 23 de outubro de 1936. Em 31 de dezembro de 1945 saiu do Campo do Tarrafal em liberdade condicional, por um prazo de 3 anos, mas com residência fixa em Cabo Verde. Regressou a Portugal a 10 de novembro de 1949, em liberdade condicional, com a obrigatoriedade de apresentação mensal obrigatória na PIDE. Este regime condicional só terminaria a 22 de novembro de 1952.
No Depósito de Presos de Angra publicou em 1934-1935 um pequeno jornal manuscrito, clandestino, O Brado Libertário, órgão dos prisioneiros. Durante o seu tempo de prisão no Campo do Tarrafal, teve um papel preponderante na Organização Libertária Prisional, num período em que a confrontação entre a corrente libertária e a Organização Comunista Prisional foi evidente e conhecida.
Depois do 25 de Abril de 1974, participou no renascer do movimento libertário em Portugal, colaboranso em diversas organizações libertárias. Fundou o Centro de Estudos Libertários (CEL) e foi o impulsionador do jornal A Batalha. Também colaborou com diversas organizações e jornais libertários, nomeadamente em a Voz Anarquista, de Almada, e publicou a obra intitulada O Segredo das Prisões Atlânticas, sobre a sua experiência na prisão de Angra do Heroísmo e no Tarrafal e nas divergências entre os anarquistas e os comunistas, transcrevendo correspondência entre a Organização Comunista Prisional e a Organização Libertária Prisional, em que critica os comunistas, nomeadamente, Bento Gonçalves, secretário-geral do Partido Comunista Português, entre outros, acusando-os de colaboracionismo.
A obra foi escrita para relatar e denunciar as atrocidades do regime do Estado Novo. Nos primeiros capítulos, retrata a vida na prisão de Angra, os processos a que eram submetidos os presos, os castigos na poterna, uma galeria subterrânea e húmida existente sob as muralhas doo Castelo de São João Baptista, as solidariedades, mas também as denúncias e traições. No livro inclui vária correspondência entre as facções políticas dos presos, oferecendo uma panorâmica das divergências existentes.
Foi casado com a militante anarquista Luísa do Carmo Franco Elias Adão (1914 — 1999).

## Obras publicadas
Para além de vasta colaboração na imprensa ligada ao movimento anarco-sindicalista, nomeadamente O Construtor, A Batalha e a Voz Anarquista, deixou as seguintes obras:
- O Segredo das Prisões Atlânticas. Lisboa, A Regra do Jogo, 1978.
- O 18 de Janeiro e Alguns Antecedentes (obra colectiva). Lisboa, A Regra do Jogo, 1978.

## Links
- Aquino, Acácio Tomás» na Enciclopédia Açoriana